# Nasa urubambensis
Nasa urubambensis är en brännreveväxtart som beskrevs av T.Henning och Weigend. Nasa urubambensis ingår i släktet färgkronor, och familjen brännreveväxter. Inga underarter finns listade i Catalogue of Life.